# Иди Амин
Иди Амин Дада Умей (на английски: Idi Amin Dada Oumee; след 1923 и преди 1928 – 16 август 2003) е угандийски политик, президент (считан за военен диктатор) на Уганда от 25 януари 1971 до 13 април 1979 г.
Амин не е написал автобиография и не е разрешил официален писмен разказ за живота си. Има несъответствия по отношение на това кога и къде е роден. Повечето биографични източници твърдят, че той е роден или в Кобоко, или в Кампала около 1925 г. Други непотвърдени източници посочват годината на раждане на Амин от 1923 г. до чак 1928 г. Синът на Амин Хюсеин заявява, че баща му е роден в Кампала през 1928 г. Произлиза от племето каква. При управлението си задълбочава още повече междуплеменните вражди, избивайки стотици хиляди души, главно от племената аколи и ланго. Обвиняван е в канибализъм.
Иди Амин е възпитан от майка си, за която се смята, че е знахарка. Бъдещият диктатор получава ниско образование. През 1941 г. за кратко посещава мюсюлманско училище в Бомбо, където изучава Корана. Въпреки това остава неграмотен до края на 1950-те години. Говори нелошо езиците суахили и нуби.
През 1946 г. Амин постъпва като редник в Кралската африканска стрелкова част на британската колониална армия. Издига се до лейтенантския чин, след като участва в сражения по време на въстанията Мау Мау в Кения. Смятало се, че е опитен (макар прекалено ревностен) войник, спечелва си репутация на жесток човек.
Амин е отличен плувец и боксьор, занимавал се е с ръгби.
След получаването от Уганда на независимост (1962) Иди Амин е със звание капитан (майор от 1963 г.) в угандийската армия. Сближава се с първия премиер Милтон Оботе, резервирано отнасял се към Едуард Мутесе II, бивш крал (на Буганда) и тогавашен президент на Уганда. С подкрепата на Амин премиерът сваля президента, отправяйки го в изгнание в Лондон и провъзгласявайки се за президент през март 1966 г. След държавния преврат Амин става главнокомандващ въоръжените сили на Уганда (1966). Опасявайки се, че Оботе ще го арестува за кражба на държавни средства, и възползвайки се от отсътствието му, Амин завзема цялата власт, като извършва поредния за страната държавен преврат на 25 януари 1971 г.
Амин се слави като създател на един от най-жестоките тоталитарни режими в Африка, управлението на който е ознаменувано с усилването на екстремисткия национализъм и трибализъм. Съгласно изчисленията, направени след свалянето на Амин, потенциални жертви на неговите репресии са станали от 300 хил. до 500 хил. граждани на Уганда (~ 1,58 – 2,63 % от 19-милионното население), като не по-малко от 2000 души е убил лично.
Името му се свързва с Операция „Ентебе“ (1976) на израелските специални части, проведена на територията на Уганда по време на президентстването му, при която израелците освобождават заложници, взети от палестински терористи.
След края на управлението му се потвърждават (в това число от него самия) сведенията, че е бил канибал и е употребявал за храна убити противници и други свои поданици, пазейки части от телата в голям хладилник в резиденцията си, наред с приеманите на аудиенции нищо неподозиращи чужди делегации.
На 18 юли 2003 година диктаторът в изгнание изпада в кома в болница в Джеда, Саудитска Арабия. След месец, на 16 август, умира и е погребан в гробище в същия град.

## Титли
Иди Амин се счита за един от най-куриозните, одиозни (мразени, ненавиждани) и шокиращи с поведението си държавни лидери от XX век. Иди Амин се кичи с титлите: Негово превъзходителство пожизненият президент, фелдмаршал хаджи доктор Иди Амин Дада, кавалер на „Кръста Виктория“, на ордена „За заслуги“, „Военен кръст“, властелин на всички земни животни и всички морски риби, последният крал на Шотландия, победител на Британската империя в цяла Африка и Уганда, професор по география, ректор на университета „Макерере“.

## В културата
- „Последният крал на Шотландия“ – игрален филм за истински събития от управлението на Иди Амин
- „Генерал Иди Амин Дада: автопортрет“ – френски документален филм за ежедневието на Амин в най-силните му години